# Eothenomys melanogaster
Eothenomys melanogaster — вид мишоподібних гризунів з родини хом'якових. Його спина темно-коричнева, часто майже чорна, а черевна – сіра, іноді коричнева. Хвіст коротше тулуба. Цей вид зустрічається в соснових/рододендронових лісах.

## Морфологічна характеристика
E. melanogaster досягає довжини голови й тулуба від 8.7 до 10.8 сантиметрів із довжиною хвоста від 2.1 до 4.2 сантиметрів. Довжина задньої лапи 15–17 міліметрів, довжина вуха 10–12 міліметрів. Тварини з популяцій Сичуані та Юньнані в середньому менші, ніж тварини зі східного Китаю. Хутро на спині темно-коричневе, іноді чорно-буре до майже чорного. Очеревина шиферно-сіра, частково з піщаним або бурим нальотом.

## Поширення
Країни проживання: Китай, Індія, М'янма, Тайвань, Таїланд, В'єтнам. Живе на висотах від 300 до 3000 метрів. У Китаї зустрічається у помірних гірських вічнозелених лісах (сосна та рододендрон), у південних частинах ареалу він, швидше за все, пов'язаний з відкритими або культивованими ділянками поблизу краю лісу.  У Південній Азії зустрічається в тропічних і субтропічних гірських, помірних лісах.

## Спосіб життя
Веде підземний спосіб життя, зустрічається на лісовій підстилці.